# Lamminselkä
Lamminselkä är en sjö i kommunen Joensuu i landskapet Norra Karelen i Finland. Sjön ligger 94 meter över havet. Arean är 1,78 kvadratkilometer och strandlinjen är 44,8 kilometer lång. Sjön  ingår i Vuoksens huvudavrinningsområde.   Den ligger omkring 39 kilometer nordöst om Joensuu och omkring 410 kilometer nordöst om Helsingfors. 
Den ligger i älven Luhtapohjanjoki.